# Riccardia umbrosa
Riccardia umbrosa là một loài rêu trong họ Aneuraceae. Loài này được Stephani Hässel de Menéndez mô tả khoa học đầu tiên năm 1967.